# Октябрьское Лесничество (Брянская область)
Октябрьское Лесничество — хутор в Почепском районе Брянской области в составе Первомайского сельского поселения.

## География
Находится в центральной части Брянской области на расстоянии приблизительно 7 км на восток по прямой от районного центра города Почеп на левому берегу реки Рожок (напротив села Первомайское).

## История
На карте 1941 года был отмечен как безымянное поселение.

## Население
Численность населения: 42 человека (русские 100 %) в 2002 году, 40 в 2010.